# Concerted Action on Brownfield and Economic Regeneration Network
Das Concerted Action on Brownfield and Economic Regeneration Network (Abkürzung CABERNET) war ein Expertennetzwerk für die Konversion von Brachflächen. Es handelte sich um ein multidisziplinäres Netzwerk aus sechs Arbeitsgruppen mit dem Ziel, neue, praktikable Lösungen für die Konversion städtischer Brachflächen zu entwickeln. Das Netzwerk wurde von 2002 bis 2005 von der Europäischen Union finanziert.